# Гаранжа, Сергей Юрьевич
Сергей Юрьевич Гаранжа (14 января 1995, Ставрополь, Россия) — российский футболист, полузащитник.

## Биография
Начинал заниматься футболом в родном Ставрополе. Первый тренер Геннадий Вячеславович Федотов. В 14 лет переехал в московскую спортшколу «Чертаново», которую он окончил. Ранее находился на просмотре в академии ЦСКА.
Начинал свою карьеру в молодежной команде нижегородской «Волги». В сезоне 2015/16 вместе с «Тамбовом» вышел в ФНЛ. Один из его мячей был признан лучшим голом апреля в зоне «Центр». Однако в подэлитном уровне за команду полузащитник уже не играл, довольствуясь лишь выступлениями за ее молодежный состав. Зимой Гаранжа покинул «Тамбов».
В дальнейшем выступал в южной зоне Второго дивизиона за СКА (Ростов-на-Дону) и «Черноморец» (Новороссийск). Летом 2021 году Гаранжа вернулся в ставропольское «Динамо», где стал капитаном команды.
В августе 2022 года россиянин подписал контракт с коллективом таджикской Высшей лиги «Худжанд». В местной элите дебютировал 10 августа в домашнем поединке с «Истиклолом» (1:2). Вместе с Гаранжой в такжикском клубе выступает его бывший одноклубник по «Динамо» Сергей Цканян.

## Достижения
- Победитель зоны «Центр» ПФЛ (1): 2015/16.